# Missatge en una ampolla
Missatge en una ampolla (en anglès: Message in a Bottle) és una pel·lícula del 1999 dirigida per Luis Mandoki. Està basada en la novel·la homònima de Nicholas Sparks i és protagonitzada per Kevin Costner, Robin Wright Penn i Paul Newman. Ha estat doblada i subtitulada al català.
Va ser filmada a Maine, Chicago i Wilmington (Carolina del Nord). La pel·lícula va rebre ressenyes de tota mena, tirant a negatives. Rotten Tomatoes li va donar una ràtio del 31% basat en 35 ressenyes. L'actuació de Costner a la pel·lícula li va suposar guanyar una nominació pel Premi Razzie com a pitjor actor (compartit amb For Love of the Game). Tot i això, la cinta va funcionar molt correctament al mercat nord-americà i va suposar també un dels darrers papers de Paul Newman a la seva llarga carrera. El realitzador es va envoltar també de bons col·laboradors a la part tècnica, amb la bona fotografia de Caleb Deschanel (El patriota) i la música de Gabriel Yared (El pacient anglès).

## Argument
Theresa Osborne, una documentalista que treballa a un diari de Chicago, viu una vida monòtona, no pot refer-se del seu recent divorci i ha d'encarregar-se del seu fill Jason. Decideix deixar aparcada la seva vida sentimental però un dia, mentre passeja, descobreix en una platja una ampolla que conté una declaració d'amor amb molta passió. Commocionada pels versos d'amor i després de publicar-los al diari, Theresa es posa a cercar-ne l'autor, que finalment troba a un poble costaner de Carolina del Nord.

## Repartiment
- Kevin Costner: Garret Blake
- Robin Wright Penn: Theresa Osborne
- Paul Newman: Dodge Blake
- John Savage: Johnny Land
- Illeana Douglas: Lina Paul
- Robbie Coltrane: Charlie Toschi
- Steven Eckholdt
- Hayden Panettiere

## Rebuda
Message in a Bottle es va estrenar el 12 de febrer de 199 a 2.538 sales de cinema dels Estats Units i va obtenir $16.751.560 el cap de setmana de la seva estrena. El film finalment va obtenir $52.880.016 als Estats Units i $66.000.000 a la resta del món, sumant un total de $118.880.016.

### Premis
L'actuació de Kevin Costner va estar nominat al premi de pitjor actor dels premis Razzie.